# Monkeyshines, No. 1
 (juillet 2025).
Monkeyshines, No. 1 (suivi de Monkeyshines, No. 2 et Monkeyshines, No. 3) est un essai de film américain, réalisé par William K.L. Dickson et William Heise pour les laboratoires de Thomas Edison, en 1889 ou 1890. 
Ces essais sont enregistrés à partir du Kinétographe à cylindre horizontal, version archaïque de la première caméra de cinéma. C'est une adaptation du phonographe à cylindre qu'a inventé Thomas Edison. Sur un cylindre en verre, tournant sur son axe, un enregistreur de type chronophotographie : objectif et obturateur à disque mobile prend des photogrammes les uns à la suite des autres, à la manière du sillon du phonographe, en spirale sur une émulsion photosensible couchée sur le cylindre. Après la prise de vues, le négatif sur son support en verre est immergé dans les produits de développement (révélateur et fixateur). Un tirage de type tirage contact est fait, qui donne une feuille photographique positive. Celle-ci est découpée et assemblée en un long ruban où apparaissent les diverses positions du personnage visé. Ce ruban peut être examiné image par image mais ne peut être vu en mouvement ni projeté (papier opaque et fragile, et absence de la machine adéquate). Les résultats sont décevants pour l'équipe d'Edison. L'invention du film souple, transparent et résistant va permettre d'orienter les recherches vers un autre procédé, et de réussir à enregistrer le premier film du cinéma : Dickson Greeting, où l'on peut contempler le personnage et ses gestes précis.

## Synopsis
- Monkeyshines, No. 1 : L’image est floue, fantomatique. Un personnage (sans doute  un homme) se meut devant la caméra, agitant les bras.
- Monkeyshines, No. 2 : L’image est plus nette, mais encore fantomatique. Un homme agite les bras et penche son corps dans toutes les directions.
- Monkeyshines, No. 3 :

## Fiche technique
- Titre : Monkeyshines, No. 1
- Date de sortie : 1889 ou 1890
- Réalisation : William K.L. Dickson et William Heise
- Genre : Essai
- Format : tirage noir et blanc sur support papier (les vignettes ont été plus tard filmées une par une au banc-titre et l'on peut ainsi les voir en mouvement, ce qui date bien cet essai de la période du précinéma).

## Distribution
- G. Sacco Albanese ou John Ott